# Giardinetti (Roms tunnelbana)
Giardinetti är en station på Roms tunnelbanas Linea C. Stationen är belägen vid Via Casilina i frazione Giardinetti i området Torrenova i sydöstra Rom och togs i bruk år 2014.
Stationen Giardinetti har:
- Biljettautomater
- WC

## Kollektivtrafik
- Busshållplatser för ATAC och COTRAL

## Omgivningar
- Resurrezione di Nostro Signore Gesù Cristo
- Parco di Via Carlo Santarelli